# Derobrachus digueti
Derobrachus digueti är en skalbaggsart som beskrevs av Auguste Lameere 1915. Derobrachus digueti ingår i släktet Derobrachus och familjen långhorningar. Inga underarter finns listade i Catalogue of Life.